# 液体酸素爆薬
液体酸素爆薬（えきたいさんそばくやく、英: Liquid oxygen explosive、略称LOX）とは、液体酸素を木炭粉末に吸収させた物にアルミニウム粉末などを混合した爆薬である。1895年にドイツのカール・フォン・リンデ博士によって発明され、安価に製造できる爆薬として1960年代までは鉱山などで使用されていた。貯蔵、取扱が不便なので現在では製造も使用もされていない。
コストが安く、導火線だけで起爆することが出来、雷管を必要としない。また、液体酸素が自然蒸発するため、不発になった場合でも15分程度放置しておくだけで安全な状態になった。欠点として、衝撃と摩擦に敏感であり自然発火する危険も有り取扱いが難しい。また、一旦セットしたらすぐに起爆させなければならないため、大規模な同時発破を行うには不便であった。
第一次世界大戦当時のドイツでは硝石が入手困難になったことから、代替品として大量に消費された。1930年には年間1,360トンの液体酸素が爆薬として消費されたと言われている。アメリカでも1953年には年間消費量が10,190トンに達していたが、より安く安全なアンホ爆薬に代替され、1960年代には減少を初め、1968年にはゼロになった。
液体酸素の漏出事故などによって周囲の可燃物との間に偶然に液体酸素爆薬が形成され爆発する事故がたまに起きる。液体酸素が爆発するという話はこの現象に由来して広まっている。
爆速はそれなりに早いが、爆薬としての密度が小さく、猛度はそれほど高くないため、破壊効果は小さいと言われている。
- 爆発熱：2,200 kcal/kg
- 爆速：4,500～5,000 m/sec